# Municipio de Woodstock (Míchigan)
El municipio de Woodstock (en inglés: Woodstock Township) es un municipio ubicado en el condado de Lenawee en el estado estadounidense de Míchigan. En el año 2010 tenía una población de 3505 habitantes y una densidad poblacional de 37,93 personas por km².

## Geografía
El municipio de Woodstock se encuentra ubicado en las coordenadas 42°1′43″N 84°18′20″O / 42.02861, -84.30556. Según la Oficina del Censo de los Estados Unidos, el municipio tiene una superficie total de 92.4 km², de la cual 87,74 km² corresponden a tierra firme y (5,04 %) 4,66 km² es agua.

## Demografía
Según el censo de 2010, había 3505 personas residiendo en el municipio de Woodstock. La densidad de población era de 37,93 hab./km². De los 3505 habitantes, el municipio de Woodstock estaba compuesto por el 96,69 % blancos, el 0,49 % eran afroamericanos, el 0,31 % eran amerindios, el 0,2 % eran asiáticos, el 0,37 % eran de otras razas y el 1,94 % eran de una mezcla de razas. Del total de la población el 1,34 % eran hispanos o latinos de cualquier raza.